# سیگه
سیگه (به صربی: Sige) یک منطقهٔ مسکونی در صربستان است که در ژاگوبیتسا واقع شده‌است. سیگه ۷۰۴ نفر جمعیت دارد.